# Sari-Solenzara
Pour les articles homonymes, voir Solenzara.
Sari-Solenzara (/saʁi sɔlɛndzaʁa/) est une commune française située dans la circonscription départementale de la Corse-du-Sud et le territoire de la collectivité de  Corse. La commune portait le nom de Sari-di-Porto-Vecchio jusqu'en 1985.
Constituant l'extrémité septentrionale de l'ancienne piève de Conca, la commune littorale de Sari-Solenzara se trouve à mi-chemin entre Porto-Vecchio et Aléria, au pied des aiguilles de Bavella.

## Géographie

### Situation
La commune de Sari-Solenzara est située à l'extrémité méridionale de la plaine orientale, entre Aléria et Porto-Vecchio. Arrosée par la Solenzara, elle constitue sur la côte orientale l'extrémité nord du territoire de la Corse-du-Sud.

### Géologie et relief

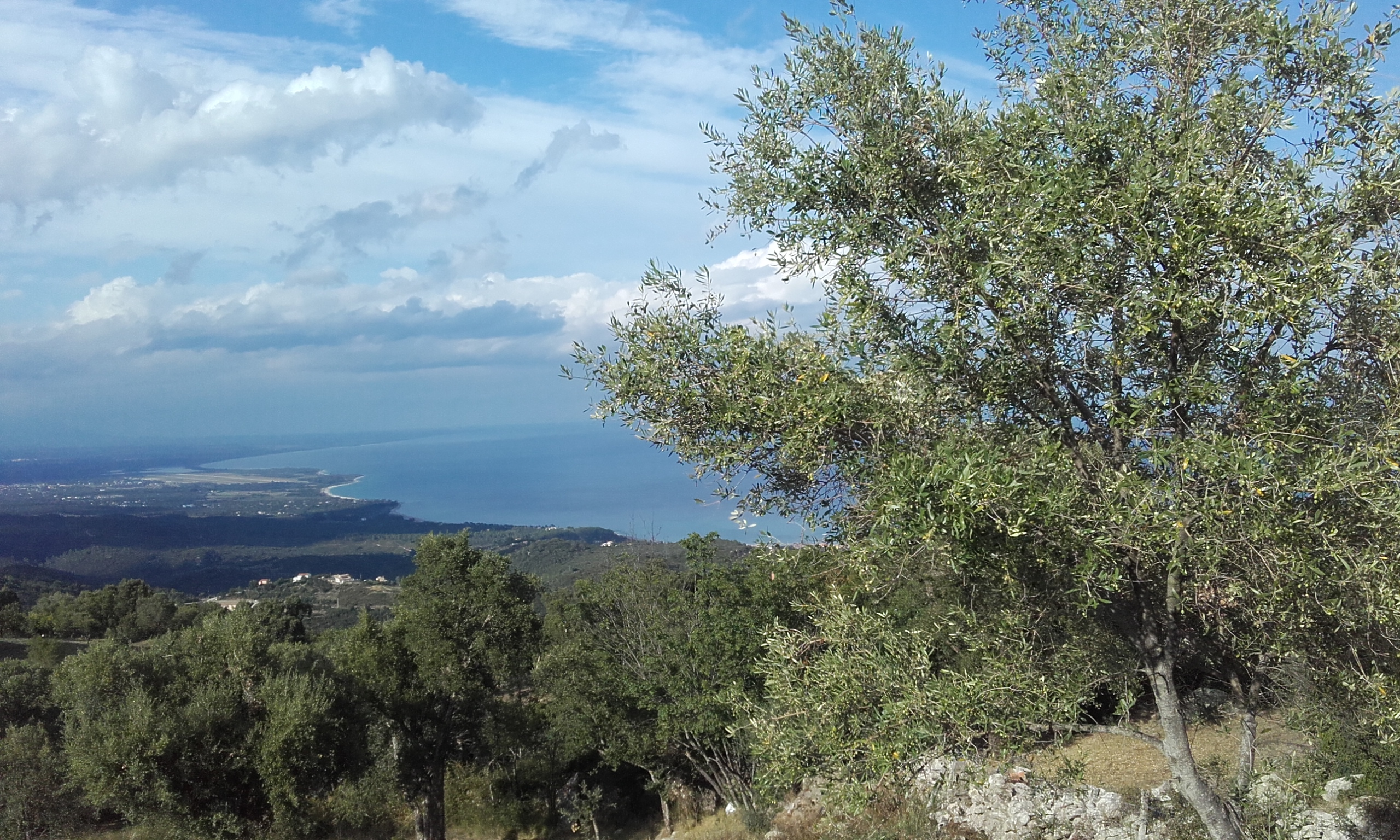
Vue sur la vallée et la mer.

Sari-Solenzara occupe la rive droite des basse et moyenne vallées de la Solenzara, qui limite le territoire communal au nord et au nord-ouest. La commune est principalement couverte de collines d'altitude inférieure à 600 mètres, avec les exceptions notables du massif des Ferriate (1 085 m) et des escarpements de la Punta Batarchione (976 m).
En dépit des frontières naturelles très marquées (aiguilles de Bavella) qui délimitent le bassin versant de la Solenzara, le territoire communal est privé des terres situées en rive gauche des basse et moyenne vallées, qui dépendent de Solaro, ainsi que de la haute vallée de la Solenzara qui dépend de Quenza. Situé en haute vallée, l'ancien village presque déserté d'Argiavara, dont les habitants ont fondé Sari, est donc exclu de la commune.
Sari-Solenzara est une commune du Parc naturel régional de Corse.

## Urbanisme

### Typologie
Au 1er janvier 2024, Sari-Solenzara est catégorisée commune rurale à habitat dispersé, selon la nouvelle grille communale de densité à sept niveaux définie par l'Insee en 2022.
Elle est située hors unité urbaine et hors attraction des villes,.
La commune, bordée par la mer Méditerranée, est également une commune littorale au sens de la loi du 3 janvier 1986, dite loi littoral. Des dispositions spécifiques d’urbanisme s’y appliquent dès lors afin de préserver les espaces naturels, les sites, les paysages et l’équilibre écologique du littoral, tel le principe d'inconstructibilité, en dehors des espaces urbanisés, sur la bande littorale des 100 mètres, ou plus si le plan local d’urbanisme le prévoit.

### Occupation des sols
L'occupation des sols de la commune, telle qu'elle ressort de la base de données européenne d’occupation biophysique des sols Corine Land Cover (CLC), est marquée par l'importance des forêts et milieux semi-naturels (95,1 % en 2018), une proportion sensiblement équivalente à celle de 1990 (96,3 %). La répartition détaillée en 2018 est la suivante : 
milieux à végétation arbustive et/ou herbacée (52,4 %), forêts (32,8 %), espaces ouverts, sans ou avec peu de végétation (9,9 %), zones urbanisées (3,1 %), zones agricoles hétérogènes (1,4 %), cultures permanentes (0,3 %), eaux maritimes (0,2 %). L'évolution de l’occupation des sols de la commune et de ses infrastructures peut être observée sur les différentes représentations cartographiques du territoire : la carte de Cassini (XVIIIe siècle), la carte d'état-major (1820-1866) et les cartes ou photos aériennes de l'IGN pour la période actuelle (1950 à aujourd'hui).

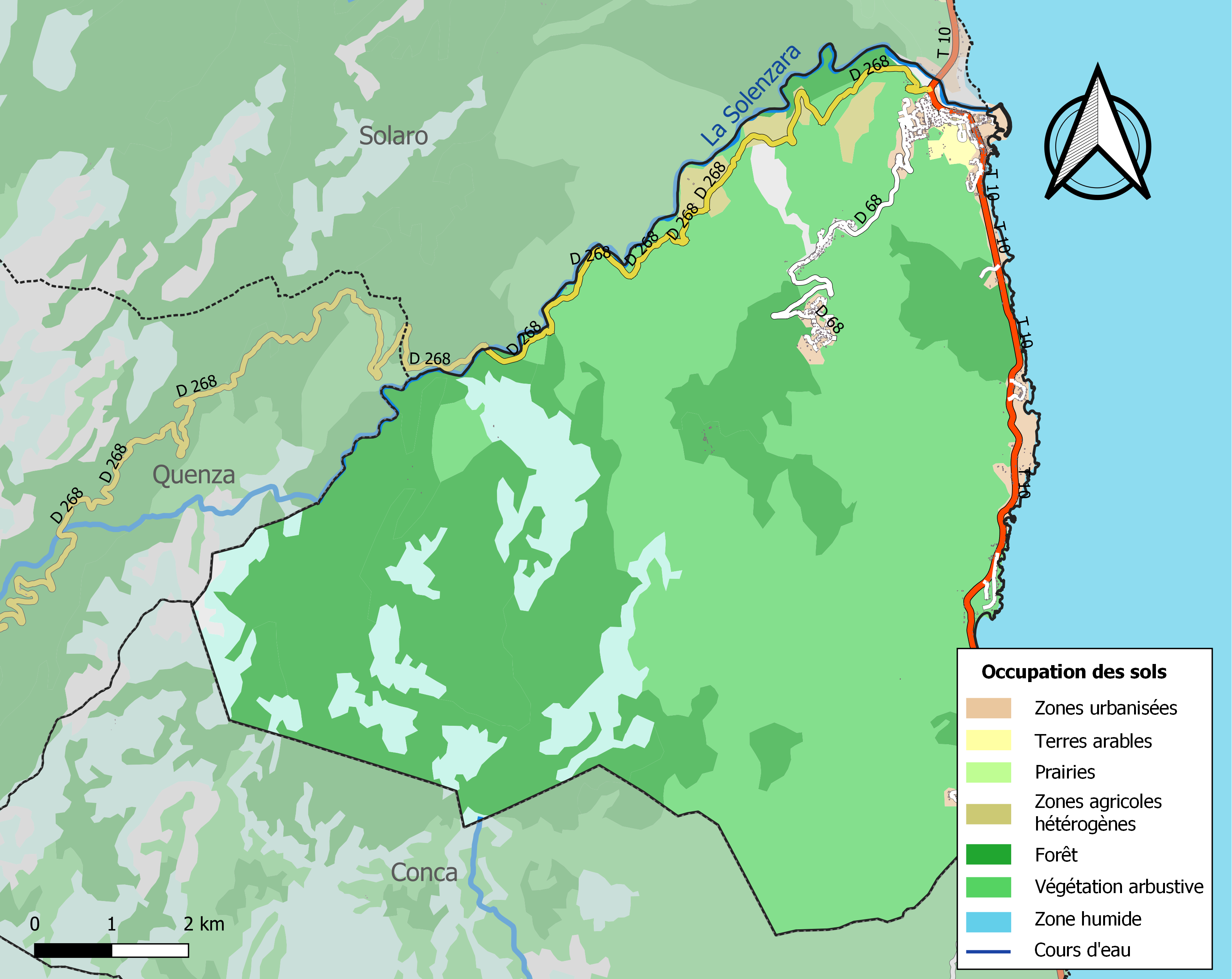
Carte des infrastructures et de l'occupation des sols de la commune en 2018 (CLC).

### Projets d'équipement et réalisations
- Projet de mise en sécurité et extension du port de plaisance de Solenzara[9].
- Maison de services au public inaugurée le 10 avril 2018[10].

### Voies d'accès et transports
La commune comporte un carrefour entre deux axes routiers majeurs. La RT 10 (ex-RN 198) desservant l'axe Bastia-Bonifacio en parcourant le littoral de la commune, tandis que la RD 268, principal maillon de l'axe Sartène-Aléria, remonte la vallée du fleuve vers le col de Bavella.

### Sismicité
Commune située dans une zone de sismicité très faible.

### Hydrographie et les eaux souterraines
Cours d'eau sur la commune ou à son aval :
- La Favonne, d'une longueur de 9,800 km
- La Solenzara[12],
- La Tarcu, d'une longueur de 12,300 km[13],[14],

### Climat
Le climat de la commune est  classé "Csa" dans la classification de Köppen et Geiger. La station enregistre l'une des plus fortes températures moyennes annuelles de France métropolitaine, avec 16,45 °C sur la période 1981-2010.
Le 2 janvier 1962, on enregistra dans la commune une température record pour une commune de France métropolitaine en cette période de l'année : 25,5 °C. Il en est de même pour le mois de novembre avec 31,4 °C le 10 novembre 1985.

## Toponymie
Le nom en corse de la commune est Sari di Portivechju.

## Histoire
Sari est le lieu où résidait le commandant Bernardin Poli, fidèle de Napoléon Ier.
Le 10 mars 1943, le sous-marin Casabianca aborde la cote de nuit et récupère sur la commune, exactement à l'anse de Favone, deux agents de la mission secrète Pearl Harbour, Toussaint Griffi et Laurent Preziosi.
Ils ont rayonné sur toute l'île depuis leur arrivée le 14 décembre 1942, pour coordonner les réseaux de résistance et obtenir leurs accords en vue d'un débarquement rapide des troupes françaises.
Repérés et activement recherchés par l'OVRA, leur présence en Corse devenait dangereuse pour les réseaux. La décision fut prise par les services spéciaux de la Défense nationale établis à Alger, par échange radio avec Pierre Griffi, et leur ordonner de retourner à Alger.
Partis d'Ajaccio le 7 mars après une dernière réunion le 4 mars chez les Stefanaggi, ils séjournèrent dans un hôtel de Sari-Solenzara dans l'attente du sous-marin. Ils embarquèrent le 10 mars avec cinq sous-mariniers qui n'avaient pu regagner le Casabianca lors de son précédent passage à cause d'une tempête. Ils furent escortés notamment jusqu'au rivage, la nuit tombée, par Jean Nicoli, André Giusti, François Carli et Pierre Griffi qui restera pour terminer sa mission de radio.

### Intercommunalité
Commune membre de la Communauté de communes de l'Alta Rocca.

## Politique et administration

### Liste des maires
| Période                                  | Période      | Identité            | Étiquette              | Qualité                          |
| ---------------------------------------- | ------------ | ------------------- | ---------------------- | -------------------------------- |
| avant 1988                               | mars 1994    | Camille Poli        |                        |                                  |
| mars 1994                                | février 2001 | Augustin Bassi      |                        |                                  |
| mars 2001                                | 2008         | Jean Toma           | DVD                    |                                  |
| 2008                                     | En cours     | Jean-Toussaint Toma | MoDem puis UDI-Radical | Retraité, conseiller territorial |
| Les données manquantes sont à compléter. |              |                     |                        |                                  |

### Budget et fiscalité 2018

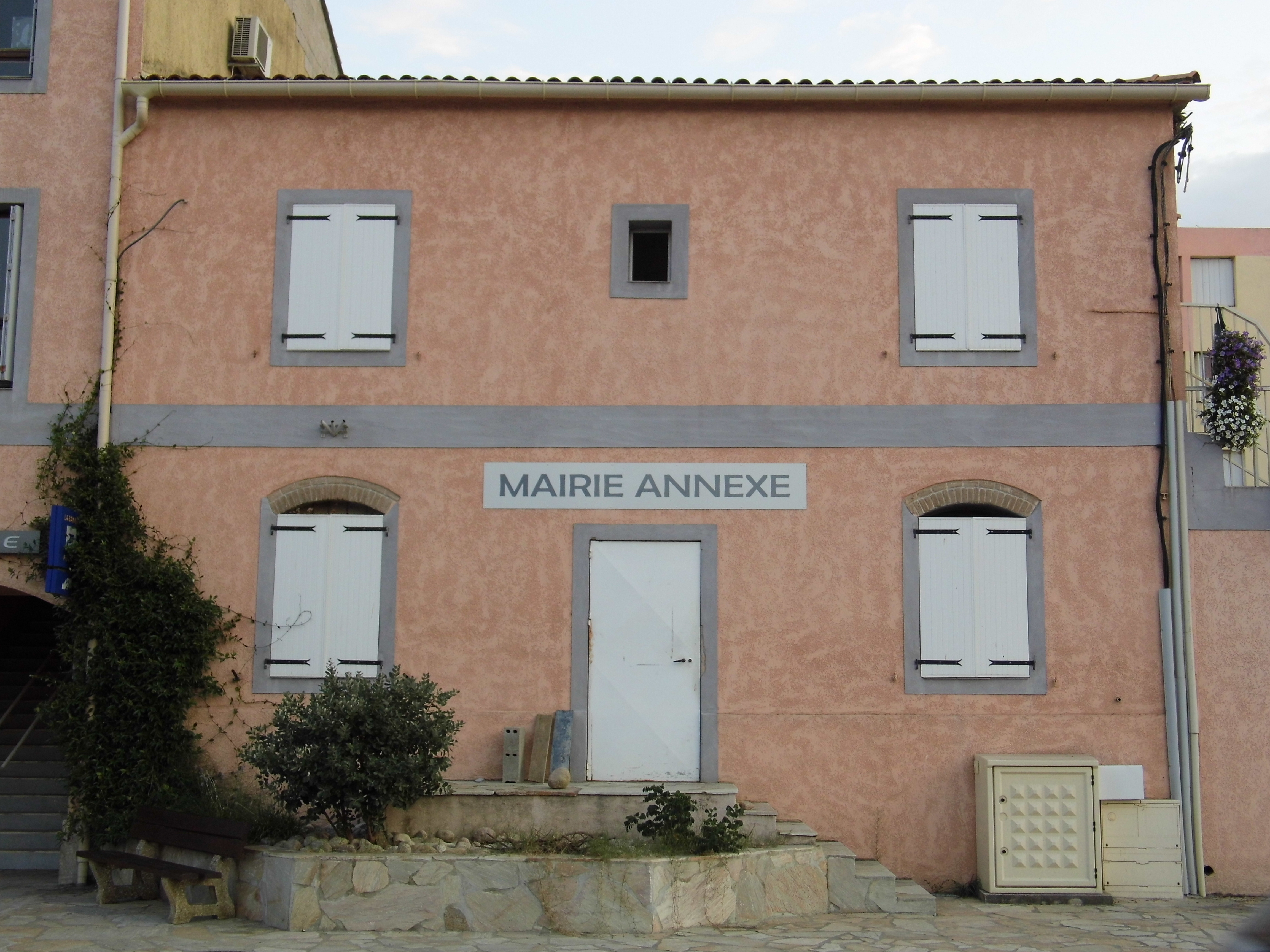
La mairie annexe à Solenzara

En 2018, le budget de la commune était constitué ainsi,,:
- total des produits de fonctionnement : 1 583 000 €, soit 1 133 € par habitant ;
- total des charges de fonctionnement : 1 386 000 €, soit 992 € par habitant ;
- total des ressources d'investissement : 937 000 €, soit 671 € par habitant ;
- total des emplois d'investissement : 1 495 000 €, soit 1 070 € par habitant ;
- endettement : 538 000 €, soit 385 € par habitant.

Avec les taux de fiscalité suivants :
- taxe d'habitation : 12,90 % ;
- taxe foncière sur les propriétés bâties : 9,90 % ;
- taxe foncière sur les propriétés non bâties : 32,43 % ;
- taxe additionnelle à la taxe foncière sur les propriétés non bâties : 0,00 % ;
- cotisation foncière des entreprises : 0,00 %.

Chiffres clés Revenus et pauvreté des ménages en 2016 : médiane en 2016 du revenu disponible, par unité de consommation : 17 989 €.

## Économie

### Entreprises et commerces

#### Agriculture
- Élevage, ferme auberge, fromage fermier de chèvres[20].
- Miel, huile d'olive.
- Vignes.

#### Tourisme
- Port de plaisance de Solenzara[21].
- Hôtel - restaurant pour voyageurs[22].
- Restaurants, pizzeria[23].
- Gîtes et chambres d'hôtes.

#### Commerces et services
- Commerces et services de proximité.
- Ancienne scierie[24].

## Population et société

### Démographie

#### Évolution démographique
L'évolution du nombre d'habitants est connue à travers les recensements de la population effectués dans la commune depuis 1800. Pour les communes de moins de 10 000 habitants, une enquête de recensement portant sur toute la population est réalisée tous les cinq ans, les populations de référence des années intermédiaires étant quant à elles estimées par interpolation ou extrapolation. Pour la commune, le premier recensement exhaustif entrant dans le cadre du nouveau dispositif a été réalisé en 2006.

En 2022, la commune comptait 1 447 habitants, en évolution de +6,79 % par rapport à 2016 (Corse-du-Sud : +7,61 %, France hors Mayotte : +2,11 %).
| 1800 | 1806 | 1821 | 1831 | 1836 | 1841 | 1846 | 1851 | 1856 |
| ---- | ---- | ---- | ---- | ---- | ---- | ---- | ---- | ---- |
| 366  | 257  | 220  | 209  | 225  | 249  | 312  | 330  | 384  |

| 1861 | 1866 | 1872 | 1876 | 1881 | 1886 | 1891 | 1896 | 1901 |
| ---- | ---- | ---- | ---- | ---- | ---- | ---- | ---- | ---- |
| 446  | 665  | 606  | 807  | 713  | 741  | 721  | 724  | 717  |

| 1906 | 1911 | 1921 | 1926 | 1931 | 1936 | 1946 | 1954 | 1962 |
| ---- | ---- | ---- | ---- | ---- | ---- | ---- | ---- | ---- |
| 710  | 820  | 660  | 673  | 484  | 719  | 505  | 509  | 611  |

| 1968 | 1975  | 1982  | 1990  | 1999  | 2006  | 2011  | 2016  | 2021  |
| ---- | ----- | ----- | ----- | ----- | ----- | ----- | ----- | ----- |
| 915  | 1 141 | 1 399 | 1 178 | 1 102 | 1 169 | 1 382 | 1 355 | 1 429 |

| 2022  | - | - | - | - | - | - | - | - |
| ----- | - | - | - | - | - | - | - | - |
| 1 447 | - | - | - | - | - | - | - | - |

### Enseignement
Établissements d'enseignements :
- École maternelle,
- École primaire

### Santé
Professionnels et établissements de santé :
- Médecins[30],
- Infirmiers, kinésithérapeutes, orthophonistes, diététiciens, ambulances,
- Pharmacie[31]

### Cultes
- Culte catholique. Unité Paroissiale de Solenzara[32], Diocèse d'Ajaccio.

## Lieux et monuments
- Église Saint-Paul de Solenzara. Elle est inscrite à l'Inventaire général du patrimoine culturel[33].

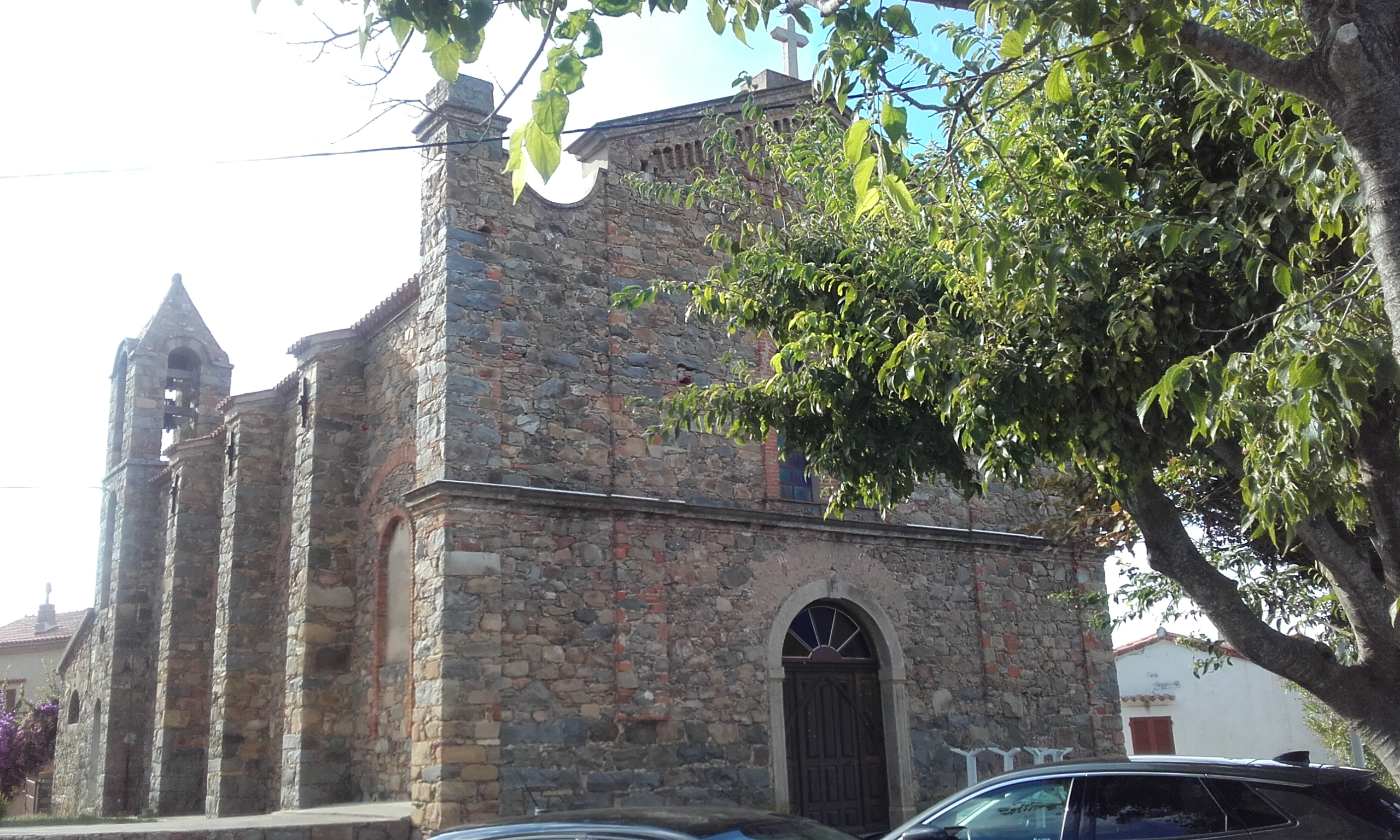
Église de Sari, pignon de l'entrée.
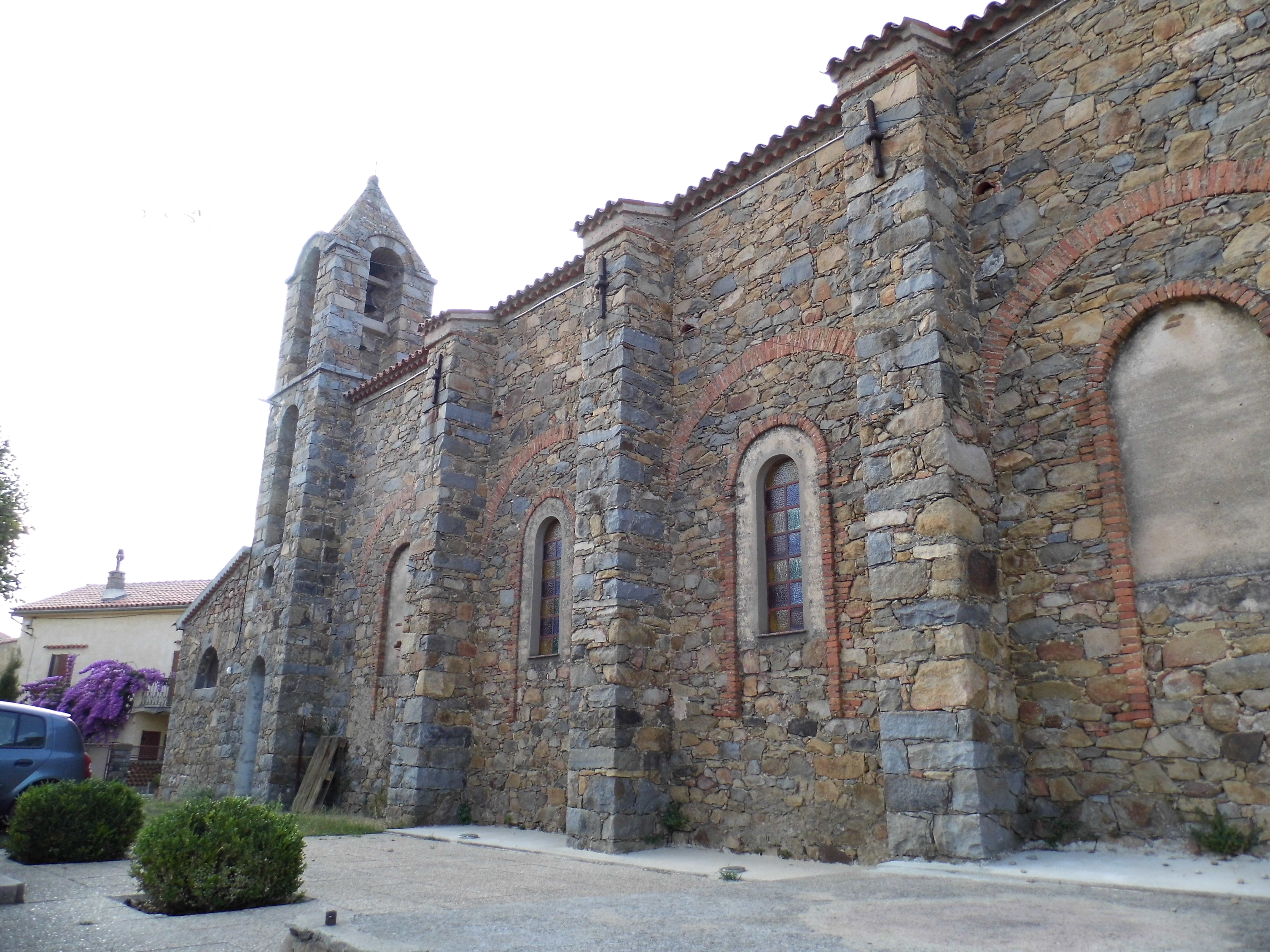
Église de Sari, façade longitudinale avec ses contreforts.
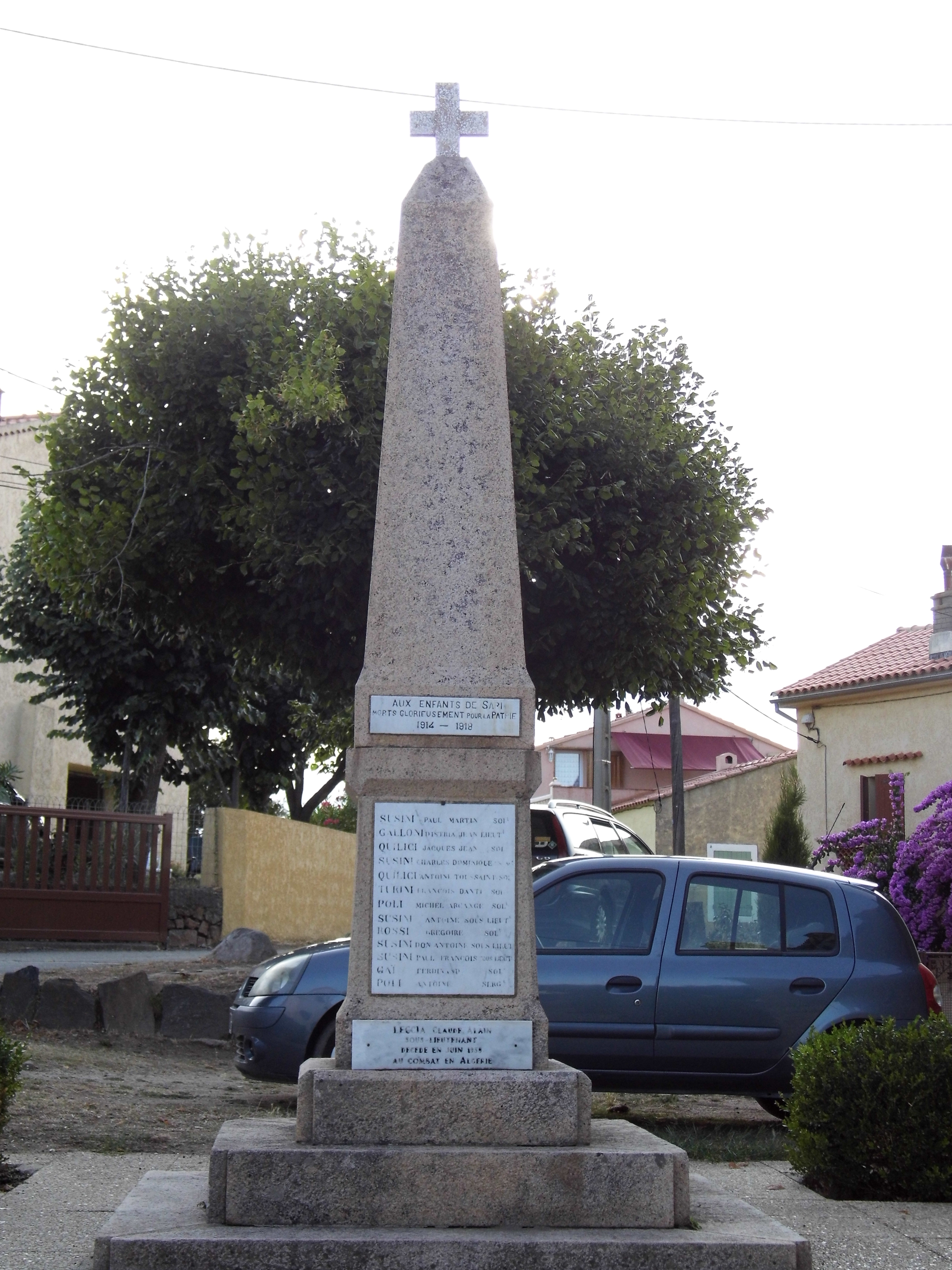
Le monument aux morts.

Patrimoine religieux,:
- Église paroissiale Saint Paul de Solenzara[35],[36]. Elle abritait initialement une écurie permettant aux curés de remiser les chevaux qui transportaient le bois coupé dans le Fium’Orbu[37].
- Église paroissiale Saint-Pierre[38], œuvre collective des habitants du village[39].
- Monastère de l’Assunta Gloriosa[40] des Sœurs de Bethléem[41].
- Monuments commémoratifs :
  - Monument aux morts[42],[43].
  - Plaque commémorative des guerres 1914-1918 et 1939-1945 dans l'église Saint Paul[44].

Autres lieux :

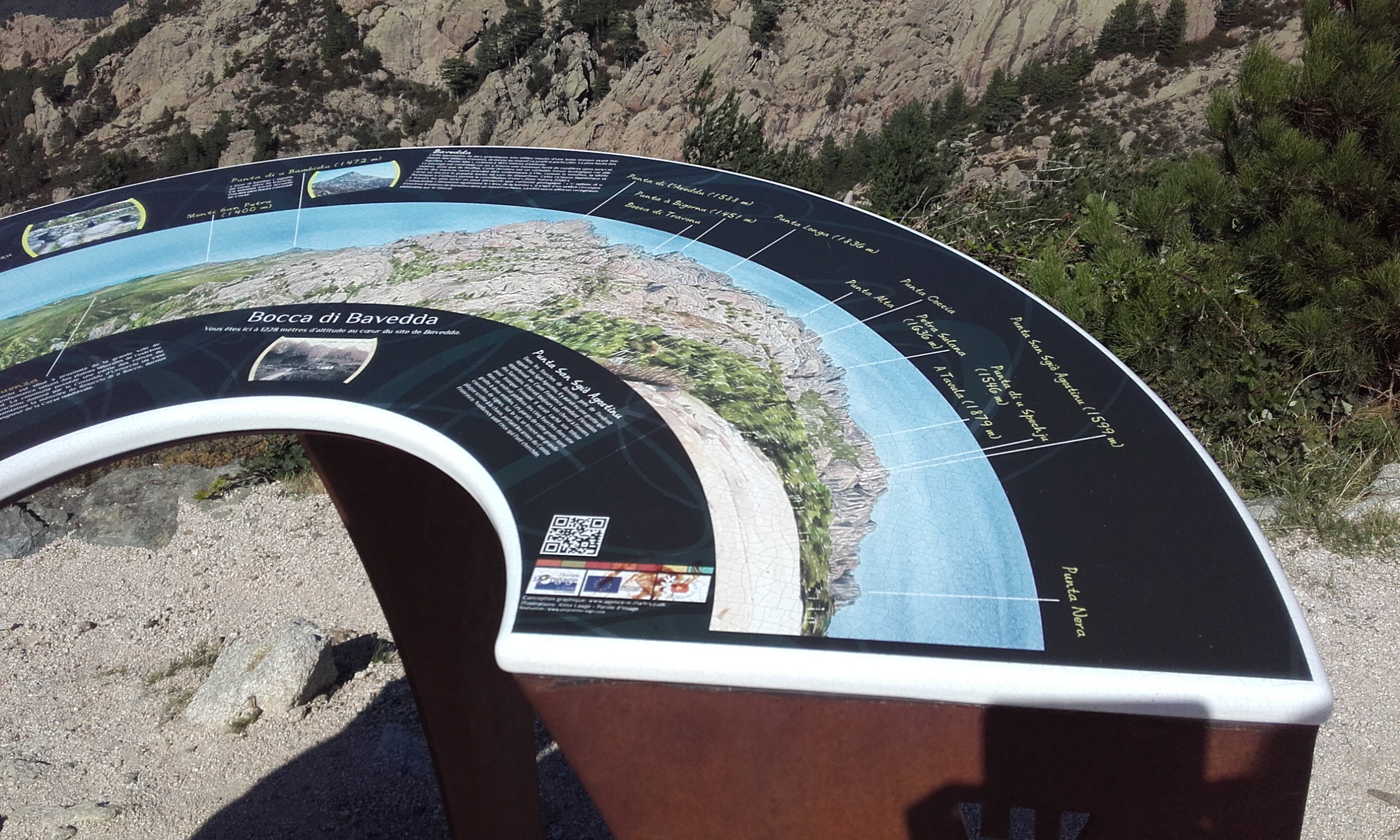
Point de vue dominant la vallée et la mer, avec table d'orientation.

- Le port de plaisance équipé de 450 anneaux d'amarrage[45].
- Le mont Santu (Monte Santu) et son site d'escalade[46], accessible par Sari-village.
- Point de vue dominant la vallée et la mer.
- La via ferrata[47] de "Buccarona", accessible en remontant la Solenzara par la D 268.
- Voie romaine[48].

## Personnalités liées à la commune
- Bernardin Poli, commandant de bataillon sous Napoléon Ier[49],[50],[51], qui repoussa par deux fois le marquis de Rivière lors de deux batailles dans le Fiumorbo.
- Pierre Griffi qui a fait partie des quatre premiers agents de l' Opération Pearl Harbour.
- Jean Nicoli, un des principaux responsables du Front national de la Résistance de la région d'Ajaccio en 1942 avec Nonce Bienelli.